# 航空胡同
39°56′21″N 116°22′28″E / 39.9391361°N 116.3744489°E

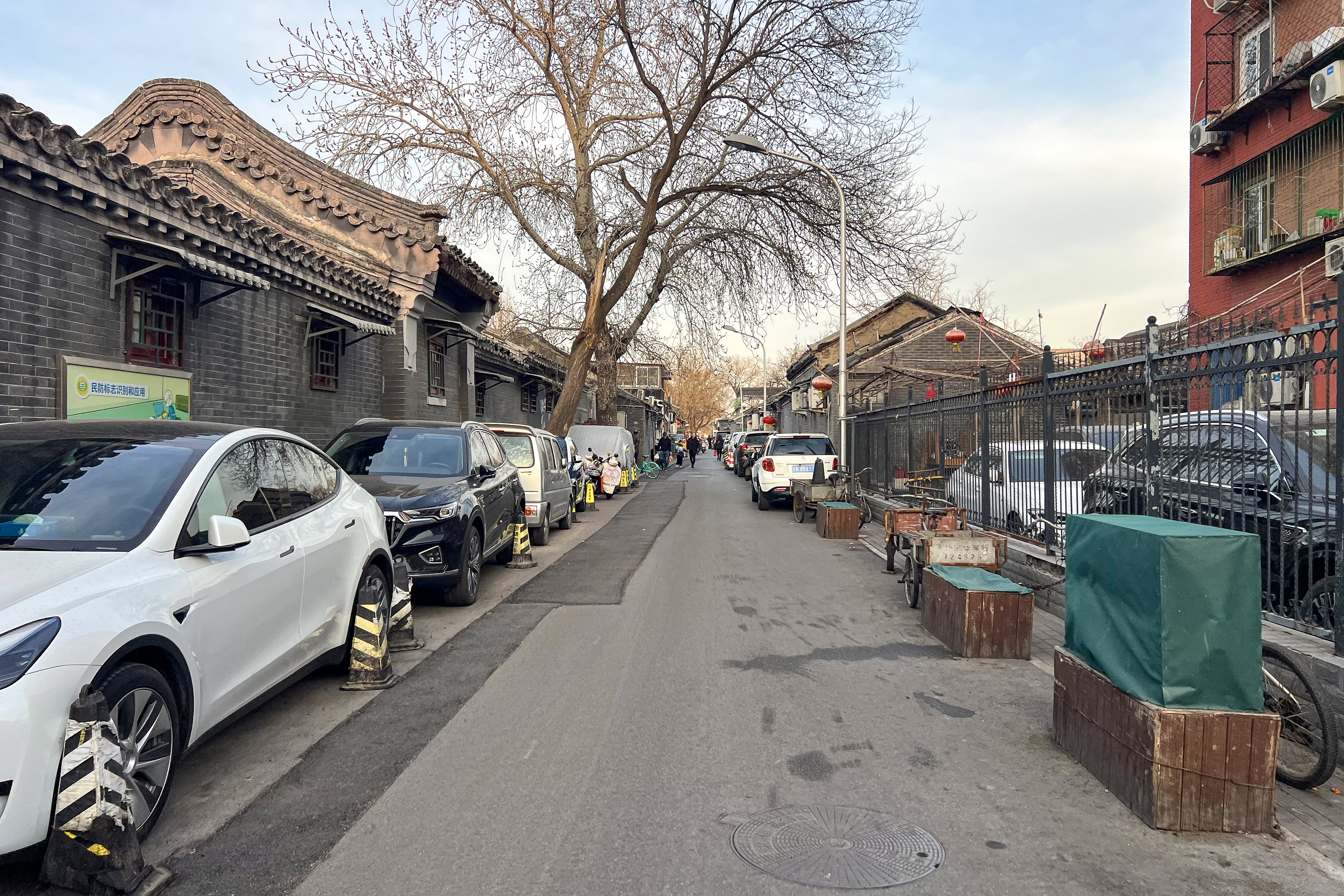
航空胡同

航空胡同是位于中国北京市西城区东北部的一条胡同。

## 简介
航空胡同东起棉花胡同，西到新街口南大街，其东口与三不老胡同西口衔接。航空胡同，明朝称“噶噶胡同”，清朝初年同音异写改为“嘎嘎胡同”。清朝末年改称“禁卫军街”，《燕都丛考》称：“清宣统间改曰禁卫军街，有禁卫军司令处。”中华民国初年，改设航空署于该胡同内，该胡同随之改称“航空署街”。其后曾复名“嘎嘎胡同”。 1965年，去“署”字，简称“航空胡同”。至今，久居此地者仍惯称该胡同为“航空署街”。